# Yann Piquer
Yann Piquer és un productor, director de cinema, autor i comediant francès. Llicenciat a l'IDHEC i a l'Institut d'Estudis Polítics de París, ha produït més de 250 curtmetratges i documentalss així com quatre llargmetratges. Tres vegades premiat en competició oficial al Festival Internacional de Cinema de Canes, les seves produccions són el resultat d'un compromís real amb la indústria del cinema independent.

## Filmografia

### Director
Llargmetratges
- 2014 : Ça sent le sapin !
- 2008 : Le Voyage en Inde
- 1994 : Parano
- 1990 : Adrenaline

Curtmetratges
- 2022 : Série «Les insolents» 9x26 min
- 2016 : Book Express
- 2013 : Stella
- 2005 : Bonne Nuit
- 2001 : Passage Brady
- 2000 : Coup de Lune ; Premi al millor curtmetratge al XXXIII Festival Internacional de Cinema Fantàstic de Catalunya.[4]
- 1999 : Tchao !
- 1998 : Collection Entr'acte International (coréalisation : Jean-Marie Maddeddu) : La mi-temps américaine, Toilettes russes, La pause japonaise, L'intermède africain, Transit international
- 1997 : Gratin ; L'Amour déchiré
- 1992 : L'Amazone
- 1991 : Six heures du Mat'
- 1989 : Interrogatoire
- 1988 : Sculpture Physique (coréalisation : Jean-Marie Maddeddu) ; La Dernière Mouche (coréalisation Jean-Marie Maddeddu)
- 1987 : Coréalisations avec Jean-Marie Maddeddu: Japanam ; Projection Privée ; Urgence ; Photo de famille ; Mais que fait donc la police ?
- 1986 : Ratatouille (coréalisation : Jean-Marie Maddeddu) ; La Sieste
- 1985 : Entr'Acte (coréalisation Jean-Marie Maddeddu) ; Metrovision ; Atmosphère
- 1984 : Le Doigt ; L'Audition
- 1983 : Lèvres noires (coréalisation : Jean-Marie Maddeddu)
- 1979 : Maxovision

Documentals, clips i publicitat
- 2020 : Lucette et le temps qui passe 26 min
- 2019 : clips pour ChardRy et pour Cathy Renoir
- 2018 : publicité Bee Bee (voiture électrique)
- 2017 : L'Archet acoustique
- 2016 : Histoire d'un chantier
- 2015 : Les Archets
- 2014 : Sur la piste des papillons géants[5]
- 2011 : clip Paris Jungle avec Pascal Perbost
- 2011 : publicité pour Honda
- 2010 : Mandalights
- 2009 : Les Archetiers
- 2005 : Le Serin et le Musicien ; Paul Gutterman
- 1996 : Histoires d'insectes (26 min, ARTE)
- 1995 : Lucette et Praline
- 1991 : Monsieur Paul
- 1985 : Le Vert Fou ; Paris Paquebot
- 1982 : Les Étoiles du Soleil
- 1981 : Paulette et Nénesse
- 1980 : L'Apprenti solaire